# Вулвертон (Міннесота)
Вулвертон (англ. Wolverton) — місто (англ. city) в США, в окрузі Вілкін штату Міннесота. Населення — 128 осіб (2020).

## Географія
Вулвертон розташований за координатами 46°33′49″ пн. ш. 96°44′11″ зх. д. / 46.56361° пн. ш. 96.73639° зх. д. (46.563498, -96.736501).  За даними Бюро перепису населення США в 2010 році місто мало площу 0,74 км², уся площа — суходіл. В 2017 році площа становила 0,90 км², уся площа — суходіл.

## Демографія
Згідно з переписом 2010 року, у місті мешкали 142 особи в 58 домогосподарствах у складі 39 родин. Густота населення становила 192 особи/км².  Було 67 помешкань (91/км²).
Расовий склад населення:
| - 95,8 % — білих |

До двох чи більше рас належало 4,2 %. Частка іспаномовних становила 0,0 % від усіх жителів.
За віковим діапазоном населення розподілялося таким чином: 28,9 % — особи молодші 18 років, 56,3 % — особи у віці 18—64 років, 14,8 % — особи у віці 65 років та старші. Медіана віку мешканця становила 34,0 року. На 100 осіб жіночої статі у місті припадало 108,8 чоловіків;  на 100 жінок у віці від 18 років та старших — 106,1 чоловіків також старших 18 років.
Середній дохід на одне домашнє господарство  становив 57 602 долари США (медіана — 57 188), а середній дохід на одну сім'ю — 72 441 долар (медіана — 62 917). За межею бідності перебувало 10,8 % осіб, у тому числі 0,0 % дітей у віці до 18 років та 20,0 % осіб у віці 65 років та старших.
Цивільне працевлаштоване населення становило 54 особи. Основні галузі зайнятості: освіта, охорона здоров'я та соціальна допомога — 22,2 %, роздрібна торгівля — 16,7 %, виробництво — 16,7 %.